# سیارک ۶۲۰۶
سیارک ۶۲۰۶ (به انگلیسی: 6206 Corradolamberti، نامگذاری:1985TB1) شش هزار و دویست و ششمین سیارک کشف شده‌است که در ۱۵ اکتبر ۱۹۸۵ کشف شد.
قدر مطلق سیارک برابر ۱۲٫۹۰ است.